# Альтероде
Альтероде (нем. Alterode) — община в Германии, в земле Саксония-Анхальт. 
Входит в состав района Мансфельд. Подчиняется управлению Виппер-Айне.  Население составляет 528 человек (на 31 декабря 2006 года). Занимает площадь 7,78 км².